# Pasul Cașin
Pasul Cașin sau Pasul Nyerges (maghiară Nyerges-hágó) este o trecătoare situată pe DN11B la  870 m altitudine, care face legătura dintre Depresiunea Cașin situată la nord de orașul Târgu Secuiesc și reședința comunei Cozmeni (valea Oltului) – situată pe DN12, ambele aflate în județul Harghita.

## Date geografice
Trecătoarea este situată între Masivul Ciomatu – aflați la sud și Munții Ciucului – aflați la nord, pe culmea dintre dealul Ferteș  (1051 m) - aflat la nord și Vârful Balaj (1074 m) aflat la sud, între satul Cașinu Nou aflat la est și Cozmeni aflat la vest.
Cea mai apropiată cale ferată este magistrala situată pe valea Oltului. 
În apropiere spre nord se află Pasul Uz – (situat pe valea Uzului) și Pasul Turia, spre sud.

## Repere
În trecătoare se află un cimitir și un monument comemorativ (cod LMI HR-III-m-B-13016), memento spre amintirea celor aproximativ 1000 de secui aflați sub conducerea maiorului János Tuzson, uciși aici pe 1 august 1849 în timpul Revoluției Pașoptiste în lupta cu armatele țariste și austro-ungare, numărând 12000 de soldați. Încercarea a încetini armatele imperiale ruse și pe austriecii conduși de generalul Clam Gallas a avut rostul de a permite replierea restului trupelor revoluționare ale generalului Sándor Gál.
După unele descrieri, armata secuiască număra numai 200 de soldați, și au fost încercuiți numai pentru că un trădător a arătat atacatorilor un drum în munți prin valea pârâului Ügrös. Aceste afirmații nu sunt confirmate nici de istorici, nici de jurnalul maiorului Tuzson.
Monumentul propriuzis, este un obelisc de 5,4 m înălțime – operă a pietrarului și sculptorului italian Poulini, stabilit în Jigodin. Ridicarea sa s-a făcut în 1897 cu bani donați de tineri originari din Cașin, din inițiativa unor membri ai comunității de secui din București. Deasupra gropii comune situată în apropiere – peste drum la 100 m, peste 100 de stâlpi funerari din lemn sculptat, înfrumusețează memorialul. Aici se organizează în data de 15 martie a fiecărui an, diverse acțiuni prilejuite de Ziua Maghiarilor de Pretudindeni.

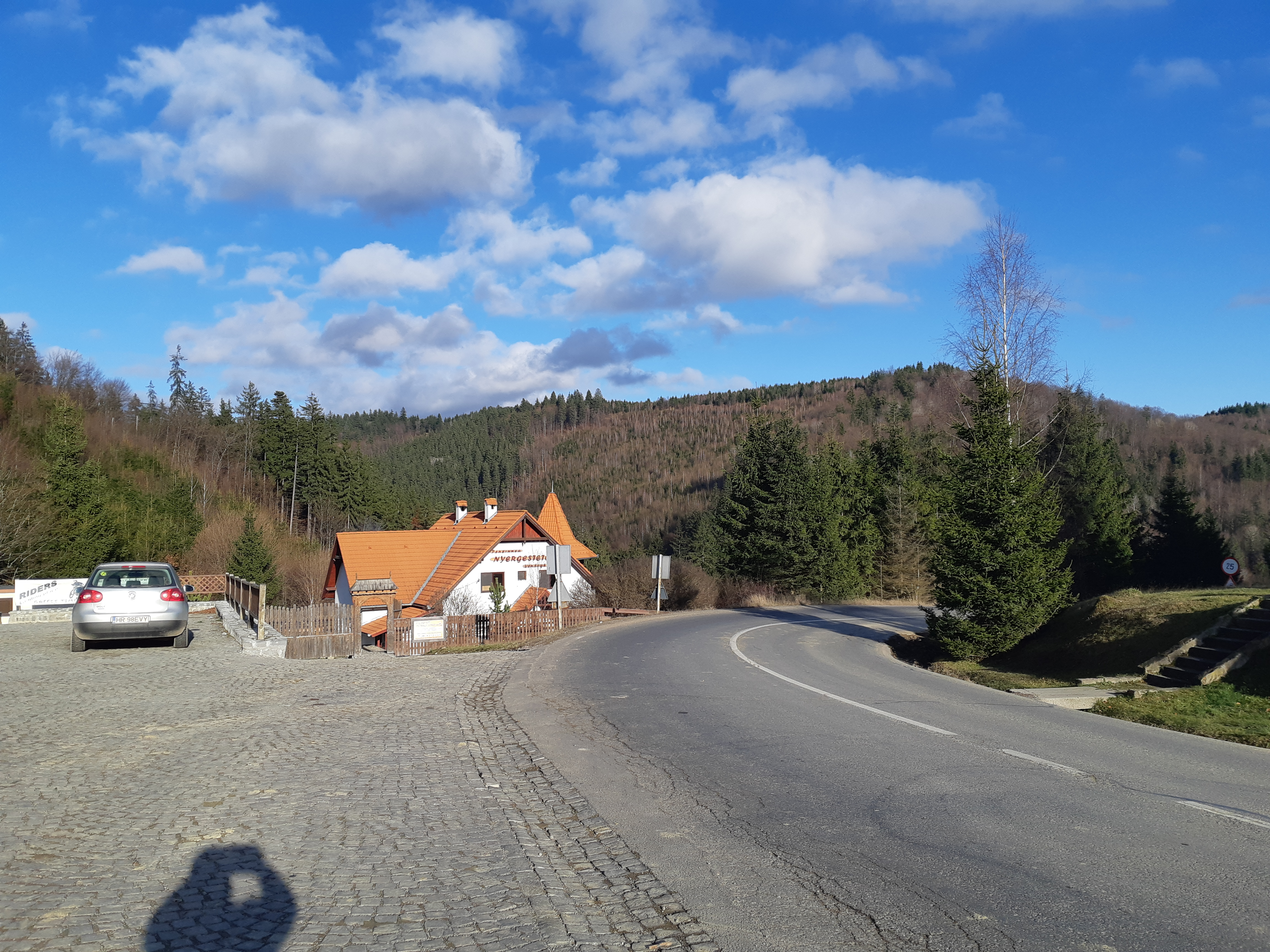
În această direcţie, drumul coboară spre Depresiunea Caşin

Pasul este un punct de reper, în traseul Turului ciclist al Ținutului Secuiesc.

## Obiective turistice de interes situate în apropiere
- Băile Tușnad
- Muntele Ciomatu (Lacul Sfânta Ana, Tinovul Mohoș)
- Muntele Puturosu (Peștera Puturoasă, Grota cu Alaun, Grota Ucigașă, Cimitirul Păsărilor, Tinovul Bufnitor)
- Băile Bálványos

## Bibliografie

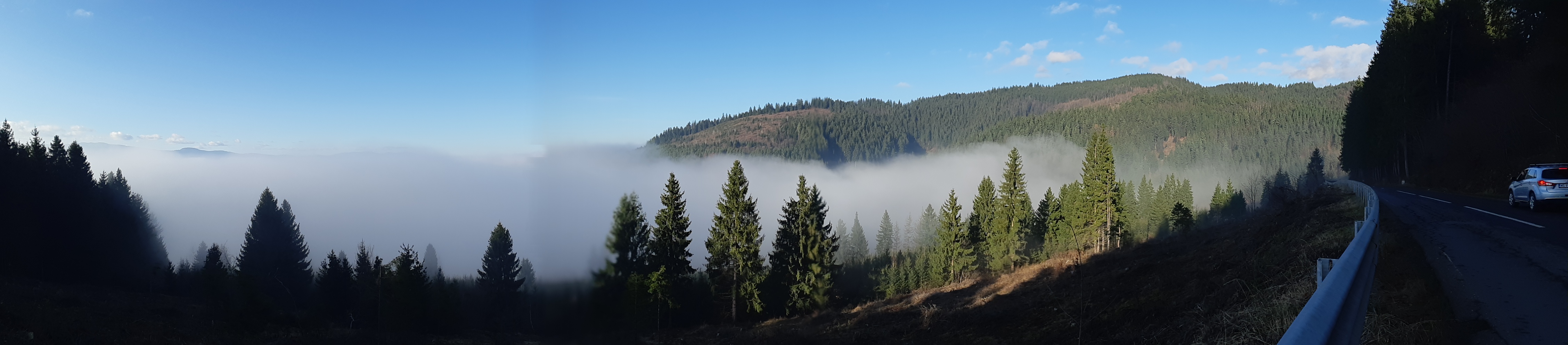
În coborâre din Pasul Caşin, spre compartimentul sudic al Depresiunii Ciucului.